# Четвертьвековая награда
Четвертьвекова́я награ́да (англ. The Twenty-five Year Award) — ежегодная награда, присуждаемая Американским институтом архитектуры (АИА) зданиям и архитектурным решениям, которые выдержали испытание временем (25—35 лет), демонстрируют превосходные функциональные качества и не потеряли за прошедшие годы актуальности в творческом аспекте. Впервые премия была вручена в 1969 году, а с 1971 года её стали присуждать ежегодно. Последним победителем стал Broadgate Exchange House.
Проект, претендующий на данную награду, может находиться в любой точке мира, но должен быть спроектирован архитектором, имеющим лицензию в США. Всего пять раз награду получали здания, находящиеся за пределами США: Фонд Жоана Миро в Барселоне (Испания), Терминал Хадж международного аэропорта имени короля Абд аль-Азиза в Джидде (Саудовская Аравия), Broadgate Exchange House и Крыло Сэйнсбери Национальной галереи в Лондоне в Лондоне (Великобритания) и Стеклянная пирамида Лувра в Париже. Чаще всего премию получали здания, расположенные в Нью-Йорке, — 5 раз; по два раза её получали здания из Бостона, Чикаго, Нью-Хейвена, Вашингтона и Лондоне.
Здания, спроектированные финским архитектором Ээро Саариненом и Skidmore, Owings and Merrill, шесть раз получали Четвертьвековую награду, по пять раз её получали здания, дизайн которых разрабатывал Луис Исидор Кан. Здания Фрэнка Ллойда Райта получали премию четыре раза, а Людвига Мис ван дер Роэ — три.

## Требования к претендентам и процедура избрания
Четвертьвековая награда может быть вручена любому типу архитектурного сооружения, будь то отдельное здание или группа сооружений, образующих единое целое. Так, эту награду получали памятники культуры — Ворота Запада и Мемориал ветеранов Вьетнама; и группы сооружений — Институт биологических исследований Сэлка и школа ремёсел Хайстек Маунтин. Для того чтобы проект мог претендовать на награду, он должен быть построен в период между двадцатью пятью и тридцатью пятью годами до года награждения. Проект также должен быть спроектирован «архитектором, имеющим лицензию в США на момент завершения строительства». Это значит, что сооружение может располагаться в любой точке мира, но должно быть спроектировано архитектором, имеющим лицензию в США, как, например, Фонд Жоана Миро. Чтобы быть выдвинутым, проект должен иметь «существенно законченную форму», а также находиться «в хорошем состоянии». Потенциальные кандидаты не должны были существенно перестраиваться с момента постройки. Правилами также допускаются изменения в использовании сооружения, но «первоначальное назначение» структуры должно оставаться неизменным. Эти изменения включают и перепланировку внутреннего пространства. Всё это было учтено во время рассмотрения заявки Башни Прайс, которая строилась как офисное и жилое здание, но во время номинации использовалась только как жилое. Премия присуждается на Общенациональном собрании АИА каждый год.
Любой член АИА, группа членов или Knowledge Community имеет право выдвинуть проект на получение Четвертьвековой награды. Проект может номинироваться несколько раз, пока удовлетворяет требованиям. Претендентов оценивают на соответствие функциональных качеств и творческой составляющей современным архитектурным стандартам.

## Победители
Победители представлены в хронологическом порядке согласно официальному сайту.
| Год  | Здание город                                                                                | Изображение | Архитектор(ы)                                                             | Координаты                       |
| ---- | ------------------------------------------------------------------------------------------- | ----------- | ------------------------------------------------------------------------- | -------------------------------- |
| 1969 | Рокфеллеровский центр Нью-Йорк, США                                                         |             | Reinhard & Hofmeister; Corbett, Harrison & MacMurray                      | 40°45′31″ с. ш. 73°58′45″ з. д.  |
| 1971 | Школа Кроу Айленд Уиннетка, Иллинойс, США                                                   |             | Perkins, Wheeler & Will; Ээро и Элиель Сааринен                           | 42°06′02″ с. ш. 87°44′45″ з. д.  |
| 1972 | Деревня Болдвин Хиллз Лос-Анджелес, Калифорния, США                                         |             | Реджинальд Джонсон; Wilson, Merrill & Alexander; Кларенс Штейн            | 34°01′11″ с. ш. 118°21′39″ з. д. |
| 1973 | Тейлизин-Вест Пэрадайз Велли, Аризона, США                                                  |             | Фрэнк Ллойд Райт                                                          | 33°36′22″ с. ш. 111°50′45″ з. д. |
| 1974 | Административное здание Johnson and Son Расин, Висконсин, США                               |             | Фрэнк Ллойд Райт                                                          | 42°42′48″ с. ш. 87°47′26″ з. д.  |
| 1975 | Резиденция Филипа Джонсона («Стеклянный дом») Нью Кэнан, Коннектикут, США                   |             | Филип Джонсон                                                             | 41°08′32″ с. ш. 73°31′45″ з. д.  |
| 1976 | Апартаменты 860—880 по улице North Lakeshore Drive Чикаго, Иллинойс, США                    |             | Людвиг Мис ван дер Роэ                                                    | 41°53′55″ с. ш. 87°37′07″ з. д.  |
| 1977 | Лютеранская церковь Миннеаполис, Миннесота, США                                             |             | Saarinen, Saarinen & Associates; Hills, Gilbertson & Hays                 | 44°56′37″ с. ш. 93°13′24″ з. д.  |
| 1978 | Имз Хаус Пасифик Палисадез, Калифорния, США                                                 |             | Чарлз и Рэй Имзы                                                          | 34°01′47″ с. ш. 118°31′10″ з. д. |
| 1979 | Художественная галерея Йельского университета Нью-Хейвен, Коннектикут, США                  |             | Луис Исидор Кан                                                           | 41°18′30″ с. ш. 72°55′51″ з. д.  |
| 1980 | Левер Хаус Нью-Йорк, США                                                                    |             | Skidmore, Owings and Merrill                                              | 40°45′35″ с. ш. 73°58′21″ з. д.  |
| 1981 | Дом Фарнсуорт Плано, Иллинойс, США                                                          |             | Людвиг Мис ван дер Роэ                                                    | 41°38′05″ с. ш. 88°32′08″ з. д.  |
| 1982 | Справедливое ссудо-сберегательное здание Портленд, Орегон, США                              |             | Петро Беллуши                                                             | 45°31′15″ с. ш. 122°40′39″ з. д. |
| 1983 | Башня Прайс Бартлесвилль, Оклахома, США                                                     |             | Фрэнк Ллойд Райт                                                          | 36°44′51″ с. ш. 95°58′34″ з. д.  |
| 1984 | Сигрем-билдинг Нью-Йорк, США                                                                |             | Людвиг Мис ван дер Роэ                                                    | 40°45′30″ с. ш. 73°58′21″ з. д.  |
| 1985 | Технический центр General Motors Уоррен, Мичиган, США                                       |             | Eero Saarinen and Associates совместно с Smith, Hinchman & Grylls         | 42°30′48″ с. ш. 83°02′16″ в. д.  |
| 1986 | Музей Соломона Гуггенхайма Нью-Йорк, США                                                    |             | Фрэнк Ллойд Райт                                                          | 40°46′58″ с. ш. 73°57′32″ з. д.  |
| 1987 | Бэвинджер Хаус Норман, Оклахома, США                                                        |             | Брюс Гофф                                                                 | 35°13′40″ с. ш. 97°21′10″ з. д.  |
| 1988 | Здание терминала Вашингтонского аэропорта имени Даллеса Чантилли, Вирджиния, США            |             | Eero Saarinen and Associates                                              | 38°56′40″ с. ш. 77°27′21″ з. д.  |
| 1989 | Ванна Вентури Хаус Честнат Хилл, Пенсильвания, США                                          |             | Роберт Вентури                                                            | 40°04′14″ с. ш. 75°12′29″ з. д.  |
| 1990 | Ворота Запада Сент-Луис, Миссури, США                                                       |             | Eero Saarinen and Associates                                              | 38°37′28″ с. ш. 90°11′04″ з. д.  |
| 1991 | Си Рэнч Кондоминиум Ван Си Рэнч, Калифорния, США                                            |             | Moore Lyndon Turnbull Whitaker                                            | 38°40′45″ с. ш. 123°25′40″ з. д. |
| 1992 | Институт биологических исследований Сэлка Ла-Хойя, Калифорния, США                          |             | Луис Исидор Кан                                                           | 32°53′14″ с. ш. 117°14′46″ з. д. |
| 1993 | Административный центр Deere & Company Молин, Иллинойс, США                                 |             | Eero Saarinen and Associates                                              | 41°28′36″ с. ш. 90°25′34″ з. д.  |
| 1994 | Школа ремёсел Хайстек Маунтин Диэр Айлз, Мэн, США                                           | —           | Эдвард Барнс                                                              | 44°11′18″ с. ш. 68°35′03″ з. д.  |
| 1995 | Штаб-квартира фонда Форда Нью-Йорк, США                                                     |             | Kevin Roche, John Dinkeloo and Associates                                 | 40°44′59″ с. ш. 73°58′16″ з. д.  |
| 1996 | Часовня кадетов академии военно-воздушных сил США Колорадо-Спрингс, Колорадо, США           |             | Skidmore, Owings and Merrill                                              | 39°00′29″ с. ш. 104°53′24″ з. д. |
| 1997 | Библиотека Академии Филлипса в Эксетере Эксетер, Нью-Гэмпшир, США                           |             | Луис Исидор Кан                                                           | 42°58′44″ с. ш. 70°56′58″ з. д.  |
| 1998 | Художественный музей Кимбелла Форт-Уэрт, Техас, США                                         |             | Луис Исидор Кан                                                           | 32°44′54″ с. ш. 97°21′54″ з. д.  |
| 1999 | Центр Джона Хэнкока Чикаго, Иллинойс, США                                                   |             | Skidmore, Owings and Merrill                                              | 41°53′55″ с. ш. 87°37′22″ з. д.  |
| 2000 | Смит Хаус Дэриен, Коннектикут, США                                                          | —           | Ричард Мейер и партнёры                                                   | 41°03′16″ с. ш. 73°27′21″ з. д.  |
| 2001 | Штаб-квартира Weyerhaeuser Федерал Вей, Вашингтон, США                                      |             | Skidmore, Owings and Merrill, Фазлур Хан                                  | 47°17′48″ с. ш. 122°17′54″ з. д. |
| 2002 | Фонд Жоана Миро Барселона, Испания                                                          |             | Sert Jackson and Associates                                               | 41°22′07″ с. ш. 2°09′36″ в. д.   |
| 2003 | Штаб-квартира Design Research Кембридж, Массачусетс, США                                    |             | BTA Architects (ранее известная как Benjamin Thompson & Associates, Inc.) | 42°22′26″ с. ш. 71°07′18″ з. д.  |
| 2004 | Восточное здание Национальной галереи искусства Вашингтон, США                              |             | I.M. Pei & Partners                                                       | 38°53′29″ с. ш. 77°01′12″ з. д.  |
| 2005 | Йельский центр Британского искусства Нью-Хейвен, Коннектикут, США                           |             | Луис Исидор Кан                                                           | 41°18′28″ с. ш. 72°55′50″ з. д.  |
| 2006 | Часовня тернового венца Эурека Спрингс, Арканзас, США                                       |             | Фэй Джоунс                                                                | 36°25′01″ с. ш. 93°46′13″ з. д.  |
| 2007 | Мемориал ветеранов Вьетнама Вашингтон, США                                                  |             | Майа Лин — дизайнер; Cooper-Lecky Architects — лицензированный архитектор | 38°53′28″ с. ш. 77°02′52″ з. д.  |
| 2008 | Атенеум Нью-Хармони, Индиана, США                                                           |             | Richard Meier & Partners                                                  | 38°07′51″ с. ш. 87°56′20″ з. д.  |
| 2009 | Рынок Фэньел Холл Бостон, США                                                               |             | Benjamin Thompson & Associates                                            | 42°21′35″ с. ш. 71°03′24″ з. д.  |
| 2010 | Терминал Хадж международного аэропорта имени короля Абд аль-Азиза Джидда, Саудовская Аравия |             | Skidmore, Owings and Merrill                                              | 21°40′46″ с. ш. 39°09′24″ в. д.  |
| 2011 | Башня Джона Хэнкока Бостон, Массачусетс, США                                                |             | I.M. Pei & Partners                                                       | 42°20′57″ с. ш. 71°04′29″ з. д.  |
| 2012 | Резиденция Фрэнка Гери Санта-Моника, Калифорния, США                                        |             | Gehry Partners                                                            | 34°02′06″ с. ш. 118°29′05″ з. д. |
| 2013 | Менил Коллекшн Хьюстон, Техас, США                                                          |             | Renzo Piano Building Workshop                                             | 29°44′14″ с. ш. 95°23′55″ з. д.  |
| 2014 | Вашингтонский метрополитен Вашингтон, округ Колумбия, США                                   |             | Герри Уиз                                                                 |                                  |
| 2015 | Broadgate Exchange House Лондон, Великобритания                                             |             | Skidmore, Owings & Merrill                                                |                                  |
| 2016 | Океанариум залива Монтерей Монтерей, Калифорния, США                                        |             | EHDD                                                                      | 36°37′05″ с. ш. 121°54′05″ з. д. |
| 2017 | Пирамида Лувра Париж, Франция                                                               |             | Pei Cobb Freed & Partners                                                 | 48°51′40″ с. ш. 2°20′11″ в. д.   |
| 2019 | Крыло Сэйнсбери Национальной галереи в Лондоне Лондон, Англия                               |             | Venturi, Scott Brown and Associates, Inc.                                 | 51°30′31″ с. ш. 0°07′42″ з. д.   |
| 2020 | Conjunctive Points-The New City Калвер-Сити, Калифорния, США                                |             | Eric Owen Moss Architects                                                 | 34°00′29″ с. ш. 118°24′05″ з. д. |
| 2021 | Центральная библиотека Бертона БарраФиникс, Аризона, США                                    |             | Will Bruder Architects, DWL Architects                                    | 33°27′45″ с. ш. 112°04′24″ з. д. |
| 2022 | Часовня Святого ИгнатияСиэтл, Вашингтон, США                                                |             | Steven Holl Architects                                                    | 47°36′41″ с. ш. 122°19′05″ з. д. |
| 2023 | Музей Гуггенхайма в Бильбао Бильбао, страна Басков, Испания                                 |             | Gehry Partners, LLP                                                       | 41°16′08″ с. ш. 2°56′03″ з. д.   |
| 2024 | Токийский международный форум Токио, Япония                                                 |             | Rafael Viñoly Architects                                                  | 35°40′36″ с. ш. 139°45′51″ в. д. |